# Bernard Stirn
Pour les articles homonymes, voir Stirn.
Bernard Stirn, né le 27 août 1952 à Caen, est un haut fonctionnaire français.
Il est le président de la section du contentieux du Conseil d'État du 14 décembre 2006 au 28 mai 2018.

## Biographie

### Jeunesse et études
Arrière-petit-neveu d'Alfred Dreyfus, il est issu d'une famille de hauts fonctionnaires parmi lesquels se trouvent Alexandre Stirn, son père, préfet de région honoraire, et Olivier Stirn, un de ses cinq frères, ancien ministre.
Licencié en droit, lauréat de l’Institut d'études politiques de Paris (1972), il est finalement reçu à l'École nationale d’administration (promotion Guernica, 1976), dont il sort auditeur au Conseil d’État.

### Parcours professionnel

#### Parcours au Conseil d’État
Après un bref passage à la tête du cabinet de Roger-Gérard Schwartzenberg, secrétaire d'État (MRG) auprès du ministre de l’Éducation nationale (1983-1984), Bernard Stirn a mené l’essentiel de sa carrière au sein de la juridiction du Palais-Royal. Occupant successivement les fonctions de commissaire du gouvernement, de secrétaire général du Conseil d’État (1991-1995), de président de la 7e sous-section de la section du contentieux et de juge au Tribunal des conflits, il a été élevé au grade de conseiller d’État en 1992. Parallèlement, il a été partiellement détaché au Conseil constitutionnel, en tant que rapporteur adjoint, de 1986 à 1991.
Président adjoint de la Section du contentieux entre 2002 et 2006, il remplace Bruno Genevois, atteint par la limite d’âge, à compter du 14 décembre 2006 dans les fonctions de président de la section du contentieux. À ce titre, il est chargé de plusieurs missions de conseil juridique par le gouvernement (statut de l’École nationale d’administration, 2004 ; organisation des Archives nationales, 2005).
Le 9 janvier 2014, en tant que juge des référés, il annule une ordonnance de référé-liberté du tribunal administratif de Nantes du même jour qui a suspendu les effets d’un arrêté d’interdiction du spectacle de Dieudonné Le Mur. Le 10 janvier, Jacques Arrighi de Casanova, en tant que juge des référés et président adjoint de la section du contentieux du Conseil d'État, valide l'interdiction du spectacle de Dieudonné à Tours et confirme la position du Conseil d'État. Le 11 janvier, le vice-président du Conseil d'État Jean-Marc Sauvé défend la position du Conseil d'État dans une entrevue au Monde.

#### Parcours professoral
Auteur de plusieurs synthèses relatives au droit public, ancien membre du jury du concours d’agrégation de droit public (1997-1998), il coordonne depuis 1989 les cours de questions administratives et juridiques à l’École nationale d’administration.
Par ailleurs, depuis 1976, il enseigne à l’Institut d'études politiques de Paris, où il est désormais professeur associé dans le cadre d'un cours hebdomadaire intitulé « Le juge et les libertés ».

### Autres fonctions
Amateur d’art lyrique, il est président du conseil d’administration de l’Opéra de Paris de 2001 à 2018.
Il est admis à faire valoir ses droits à la retraite, par limite d'âge, à compter du 28 mai 2018. Jean-Denis Combrexelle lui succède.
En 2018, à la création du collège de déontologie du ministère chargé de la recherche et de l'enseignement supérieur, il en assure la présidence. 
En 2019, il est élu membre de l'Académie des sciences morales et politiques.
En 2020, il devient président de la Société de législation comparée. À compter du 8 mars 2022, il devient vice-président de la Commission supérieure de codification (en remplacement de Daniel Labetoulle).

## Distinctions

### Décorations
- Commandeur de la Légion d'honneur (Il est fait chevalier le 13 juillet 1994[18], promu officier le 11 juillet 2003[19], puis commandeur le 14 avril 2017)[20].
- Commandeur de l'ordre national du Mérite (Officier du 19 janvier 1999, il est promu commandeur le 16 mai 2008)[21].
- Commandeur de l'ordre des Palmes académiques (1er juillet 2024)[22]
- Commandeur de l'ordre des Arts et des Lettres (Il est promu commandeur le 12 mars 2019)[23].

### Récompenses
- Prix de la Fondation Henri Texier décerné par l'Académie des sciences morales et politiques en 1996 pour son ouvrage Les libertés en questions.
- Prix Francis-Durieux de l'Académie des sciences morales et politiques, avec Simon Formery, en 2005, pour leur ouvrage Code de l’administration.
- Prix du livre juridique 2014[24].

## Principales publications
- Bruno Lasserre, Noëlle Lenoir et Bernard Stirn, La Transparence administrative, Paris, Presses universitaires de France, coll. « Politiques d’aujourd’hui », 1987, VIII-236 p., 22 cm (ISBN 2-13-040163-5, BNF 36630985).
- Bernard Stirn (préf. Georges Vedel), Les sources constitutionnelles du droit administratif : Introduction au droit public, Paris, LGDJ, coll. « Systèmes », aout 2016, 9e éd. (1re éd. 1989), 210 p., 21 cm (ISBN 978-2-275-05094-2, BNF 45110254, présentation en ligne).
- Bernard Stirn (préf. Marceau Long), Les grands avis du Conseil d’État (en collaboration avec Yves Gaudemet, Frédéric Rolin et Thierry dal Farra), Paris, Dalloz, décembre 2008, 3ème édition (1ère éd. 1997), 582 p.

- Bernard Stirn, Guy Braibant, Le droit administratif français, éd. Presses de Sciences-Po et Dalloz, coll. " Amphithéâtre ", 2005 (7e éd.), 640 p  (ISBN 978-2-247-05912-6).
- Bernard Stirn (avec Duncan Fairgrieve et Mattias Guyomar), Droits et libertés en France et au Royaume-uni, éd. Odile Jacob, 2006, 289 p.
- Bernard Stirn, Les libertés en questions, vol. 1 et 2 : Cadre juridique / Débats de société, Paris, LGDJ, coll. « Clefs politique », novembre 2015, 9e éd. (1re éd. 1996), 158 et 156 p., 20 cm (ISBN 978-2-275-04633-4).
- Bernard Stirn, Vers un droit public européen, Paris, LGDJ, coll. « Clefs politique », aout 2015, 2e éd. (1re éd. 2012), 158 p., 20 cm (ISBN 978-2-275-04635-8).